# Копійщики

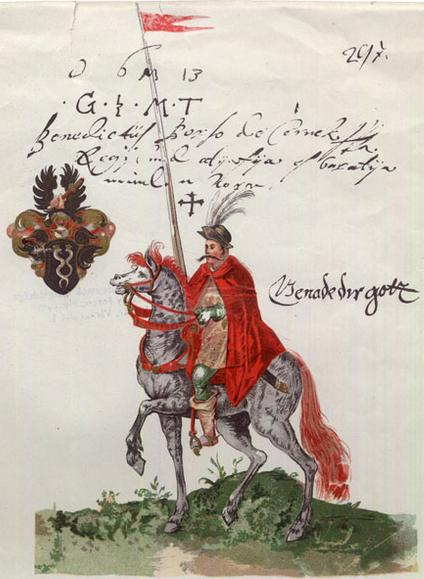
Угорський копійщик.

Копі́йщики або копі́йники (рос. копейщики, пол. kopijnicy) — кінні списники, різновид кавалерії Ранньонового часу, попередник гусарів та уланів.

## У Московському царстві
У 1670-х роках у Московському царстві усіх городових дворян сотенної служби записали в рейтари. Щоби посилити новостворені полки легкої кінноти, з українських боярських дітей дворянського походження почали формувати «шквадрони» (ескадрони) копійщиків. До рейтарських полків прикріплювали по одному копійщицькому ескадрону, а до копійщицьких полків — по одному рейтарському.
Низові копійщики українських полків несли службу в корпусі київського воєводи.
За свою службу копійщики отримували помісне і грошове жалування. Так Білгородський та Севський розряди давали кожному копійщику один підйомний двір із малоземельними різночинцями. Господар двору ставав копійщикові-власнику «підпомошником». Мешканців пожалуваних дворів зобов'язували своєю працею на наділах матеріально забезпечували військову службу власників. Серед помісних кавалеристів була поширена практика передавати частину своєї служби з часткою землі іншим особам (братам, своякам та іншим родичам). За землю ці особи заміщали кавалеристів у полках на рік-два.

## У Польщі та Литві
Ягеллонські копійники були споряджені за західним рицарським стандартом. Відповідний комплекс повних латних («білих») обладунків у військово-фіскальній документації ягеллонського двору позначалися термінами
лат. arma integra (зброя повна) або пол. zbroja kopijnicza (зброя копійнича).
У першій третині XVI століття копійники у повному залізному обладунку складали в польсько-литовських польових арміях, що діяли на московському та молдавському прикордонні, 15-20 %. Проте на зламі XV та XVI століть у Польсько-Литовській державі з'явився новий різновид кінноти — гусари сербського зразка, які відрізнялись від копійників легшим кольчужним обладунком і легшими дешевшими конями (копійники воювали на дестрієрах або, як вони позначалися в реєстрах найманих рот, «конях копійничих»). Як показують два описи війська Литовського 1565 та 1567 років гусарія стрімко витісняла копійників старої формації. Цей процес завершився воєнно-технологічним компромісом — появою на зламі XVI і XVII століть важкої крилатої гусарії.